# 怪異と乙女と神隠し
『怪異と乙女と神隠し』（かいいとおとめとかみかくし）は、ぬじまによる日本の漫画作品。「やわらかスピリッツ」（小学館）にて、2019年10月18日から連載中。2024年4月から6月までテレビアニメが放送された。

## あらすじ
小説家志望の書店員・緒川菫子はある日勤務先の書店で「逆万引き」の本を手にしたことから同僚の不思議な少年、化野蓮とともに様々な怪異な事件と関わることとなる。

## 登場人物
声の項はテレビアニメ版の声優。

### 主要人物
緒川 菫子（おがわ すみれこ）
声 - ファイルーズあい
小説家志望の書店員。ある日勤務先のみどり書店で呪書の要素を含む「逆万引きの本」を手にしたことから、同僚の化野蓮や彼の妹である化野乙とともに様々な怪異と関わることとなる。15歳の時に文芸クラブで書いた小説が新人賞を取り書籍化されデビューしたものの、作家としてはその後10年以上に渡り燻っている。28歳で処女。スリーサイズは100-62-93。呪書を読んだ影響で、自在に肉体年齢を若返られる変若人（をちびと）になる。
作者のぬじまは当初、村上春樹の『スプートニクの恋人』に登場するすみれをイメージしたとしており、裏設定で好きな作家は打海文三としている。
化野 蓮（あだしの れん）
声 - 山下大輝
菫子と同じみどり書店に勤める少年であり友人。その正体は異界からの漂流者で、同じ漂流者である乙を元の世界に帰すために、怪異の痕跡である呪物を集めている。化野乙を妹としているが、実際は兄ではない。
名前の元ネタは小説家の化野燐。ぬじまによると好きな作家は谷川俊太郎で、その絵本『んぐまーま』の話題を元に菫子と仲良くなったと設定されている。
化野 乙（あだしの おと）
声 - 幸村恵理
蓮の妹。コオネ女学院中等部に通っており、友達グループ内での愛称はオッちゃん。蓮と同じ目をしており、常人には見えない怪異の跡を見ることが出来る。ブラコン気味であり、蓮が仲睦まじく接している菫子に対して、嫉妬心から団地妻と呼ぶ。

### コオネ女学院
畦目 真奈美（うなめ まなみ）
声 - 堀江由衣
中等部の女性教師。塵輪鬼の末裔。作中でも「格が違う」と評されるほどの怪異力を持つ。お尻が大きい。教師としては夢を持つ生徒のことを応援するのが自分の夢であり、それを全力で応援するほか、いじめに敏感で、女子達がじゃれ合っているのにまでいじめと勘違いし注意に入る程である。祖母に育てられたため、好みが古風。呪物に頼らず能力が使えるようになって以降角が生えている。
天地 のどか（あめつち のどか）
声 - 会沢紗弥
中等部の女生徒で乙の友達。短めのツインテールで背は低め。高天原病院のお嬢様で個人家庭教師から厳しく教育されているが、本人はアイドルになりたがっている。
桑島 麻里（くわしま まり）
声 - 生田善子
中等部の女生徒で乙の友達。大柄で黒髪。実家は銭湯。むっつり。
宇佐美 エリカ（うさみ エリカ）
声 - 大地葉
乙の友達の一人。
赤根 珠緒（あかね たまお）
声 - 朝井彩加
乙の友達の一人。グループ内ではたまと呼ばれている。ショートカットで色黒。ゴシップ好き。

### 異界
タナカ
声 - 内田夕夜
タナカは自称。異界の隙間で神隠しを帰す役割をしており、蓮に協力する。時空のおっさん。
きさらぎ駅駅係員
声 - 野沢雅子
呪物を異界行きの切符と交換している。
玉心堂書店店員
声 - 三石琴乃
菫子が幼少時に出会い作家になるきっかけを作った書店員。蓮は正体を「書籍姫（ほんひめ）」と呼ばれた江戸時代の本好きの姫・玉心院と推測している。

### その他
早見 シズク（はやみ シズク）
声 - 高橋李依
失踪した幼馴染みのトモコを探している。メイド喫茶AZUREの雇われ店長。22歳。親にネグレクトされていた。紅衣小女孩の液体化能力を手に入れる。事件解決後は菫子を慕って協力するようになる。
トモコ
声 - 種﨑敦美
シズクの幼馴染み。紅衣小女孩と化す。美容師志望だった。
姫魚 よるむん（ひめうお よるむん）
声 - 大空直美
人魚をモチーフとしたVTuber。演者である美甘の事情で配信停止されるが怪異と化す。
花村 美甘（はなむら みかも）
声 - 大空直美
難病で歩けない女性。高天原病院に入院している。よるむんの中の人。
すず - 斎藤千和
猫の王である化猫。怪異を消す蓮に目を付け始末しようとする。
皆川 咲良（みながわ さくら）
弟の恭一朗が逃がしてしまった愛猫・カゲトラを探している。カメラマン。小学生と見間違われる幼い外見をしているが23歳。
皆川 恭一朗（みながわ きょういちろう）
咲良の弟。怪異に誘われたカゲトラを見て「外へ出たそうにしている」と屋外へ出したきり帰ってこなくなり、罪悪感で口がきけなくなる。

## 書誌情報
- ぬじま 『怪異と乙女と神隠し』 小学館〈ビッグコミックス〉、既刊9巻（2025年4月11日現在）
  1. 2020年4月15日発行（2020年4月10日発売[7][8]）、ISBN 978-4-09-860559-0
  2. 2020年10月17日発行（2020年10月12日発売[9]）、ISBN 978-4-09-860749-5
  3. 2021年5月17日発行（2021年5月12日発売[10]）、ISBN 978-4-09-861021-1
  4. 2021年12月15日発行（2021年12月10日発売[11][12]）、ISBN 978-4-09-861225-3
  5. 2023年1月17日発行（2023年1月12日発売[13]）、ISBN 978-4-09-861617-6
  6. 2023年7月17日発行（2023年7月12日発売[14]）、ISBN 978-4-09-861833-0
  7. 2024年3月29日発売[15]、ISBN 978-4-09-862744-8
  8. 2024年6月11日発売[16]、ISBN 978-4-09-862878-0
  9. 2025年4月11日発売[17]、ISBN 978-4-09-863454-5

## テレビアニメ
2023年1月12日にアニメ化が発表された。2024年4月から6月までAT-Xほかにて放送された。

### スタッフ
- 原作 - ぬじま[5]
- 監督・シリーズ構成・脚本 - 望月智充[5]
- キャラクターデザイン - 谷拓也[5]
- プロップデザイン - 秋篠Denforword日和[5]
- 美術監督 - 榊枝利行[5]
- 色彩設計 - 一瀬美代子[5]
- 撮影監督 - 斉藤朋美[5]
- 編集 - 宇都宮正記[5]
- 音響監督 - 郷文裕貴[5]
- 音響効果 - 出雲範子[5]
- 音響制作 - dugout[5]
- 音楽 - 小西香葉、近藤由紀夫[5]
- 音楽制作 - フライングドッグ[5]
- 音楽プロデューサー - 篠崎稜太
- プロデューサー - 石上丈太郎、佐々木礼子、伊藤将生、岡﨑優、飯塚彩
- アニメーションプロデューサー - 大林卓司
- アニメーション制作 - ゼロジー[5]
- 製作 - 「怪異と乙女と神隠し」製作委員会[5]

### 主題歌
「ハザードシンボル」
遊遊によるオープニング主題歌。作詞・作曲・編曲はまふまふ。
「朱く染めて心臓」
大渕野々花によるエンディング主題歌。作詞・作曲・編曲はNeru。
「エール送ってる」
天地のどか（会沢紗弥）による第9話挿入歌。作詞・作曲・編曲は小西香葉・近藤由紀夫。
「おっちょこちょい節」
MOKA☆による第9話挿入歌。作詞・作曲は不詳、編曲は小西香葉・近藤由紀夫。

### 各話リスト
| 話数   | サブタイトル             | 絵コンテ          | 演出       | 作画監督                                            | 総作画監督        | 初放送日       |
| ------ | ------------------------ | ----------------- | ---------- | --------------------------------------------------- | ----------------- | -------------- |
| 第1怪  | 呪書と乙女と誕生日       | 望月智充          | 志賀岳     | 五十内祐輔                                          | 谷拓也 五十内祐輔 | 2024年 4月10日 |
| 第2怪  | 校舎とよだれと団地妻     | 岩永大慈          | 水野健太郎 | 小澤円 東出太 真辺久輝 谷津美弥子                   | 谷拓也 中原清隆   | 4月17日        |
| 第3怪  | 角といじめと髪飾り       | 岩永大慈          | 門田英彦   | 權容祥                                              | 谷拓也            | 4月24日        |
| 第4怪  | お風呂と掃除とサプライズ | 安田好孝          | 小野田雄亮 | 東出太 加藤照代 南伸一郎 へばらぎ                   | 谷拓也 中原清隆   | 5月1日         |
| 第5怪  | 下着とお菓子と紅い服     | 望月智充          | 志賀岳     | 五十内祐輔                                          | 五十内祐輔 谷拓也 | 5月8日         |
| 第6怪  | 怪異とメイドとお嬢様     | 門田英彦          | 門田英彦   | 權容祥                                              | 谷拓也            | 5月15日        |
| 第7怪  | 駅とはさみとヘアカット   | 松尾慎            | 中野敬太   | 月野むあ 呉村 森悦史 はっとりますみ 飯飼一幸        | 中原清隆          | 5月22日        |
| 第8怪  | 本と不倫と人魚姫         | 安田好孝          | 真野玲     | 安田好孝 谷津美弥子 小澤円 加藤照代 真辺久輝        | 谷拓也            | 5月29日        |
| 第9怪  | 夢とダンスと付喪神       | 松尾慎            | 志賀岳     | 五十内祐輔                                          | -                 | 6月5日         |
| 第10怪 | ライブと呪いと中の人     | 岩永大慈 安田好孝 | 宇都宮正記 | 安田好孝 南伸一郎 小澤円 真辺久輝 東出太 谷津美弥子 | 谷拓也            | 6月12日        |
| 第11怪 | 猫と水着と黒法師         | 松園公            | 杉井零時   | 權容祥                                              | 中原清隆          | 6月19日        |
| 第12怪 | 切符と動画と神隠し       | 望月智充          | 望月智充   | -                                                   | 五十内祐輔 谷拓也 | 6月26日        |

### 放送局
| 放送期間                | 放送時間                     | 放送局     | 対象地域   | 備考                                            |
| ----------------------- | ---------------------------- | ---------- | ---------- | ----------------------------------------------- |
| 2024年4月10日 - 6月26日 | 水曜 22:30 - 23:00           | AT-X       | 日本全域   | 製作参加 / CS放送 / 字幕放送 / リピート放送あり |
| 2024年4月11日 - 6月27日 | 木曜 0:00 - 0:30（水曜深夜） | TOKYO MX   | 東京都     |                                                 |
|                         |                              | BS日テレ   | 日本全域   | 製作参加 / BS放送 / 『アニメにむちゅ〜』枠      |
| 2024年4月12日 - 6月28日 | 金曜 2:55 - 3:25（木曜深夜） | 関西テレビ | 近畿広域圏 | 製作参加 / 初回は3:10 - 3:40に放送。            |

| 配信開始日    | 配信時間            | 配信サイト |
| ------------- | ------------------- | --- |
| 2024年4月10日 | 水曜 23:30 更新     | dアニメストア U-NEXT アニメ放題 |
| 2024年4月15日 | 月曜 23:30 順次更新 | ABEMA Lemino バンダイチャンネル Hulu TELASA J:COM STREAM milplus Prime Video FOD DMM TV アニメフェスタ アニメタイムズチャンネル music.jp ビデオマーケット カンテレドーガ HAPPY!動画 |

### BD / DVD
| 巻 | 発売日        | 収録話         | 規格品番   | 規格品番   |
| 巻 | 発売日        | 収録話         | BD         | DVD        |
| -- | ------------- | -------------- | ---------- | ---------- |
| 上 | 2024年7月24日 | 第1話 - 第6話  | ZMAZ-17581 | ZMSZ-17591 |
| 下 | 2024年8月28日 | 第7話 - 第12話 | ZMAZ-17582 | ZMSZ-17592 |